# Церемоніарій
Церемоніарій (італ. cerimoniere) є служителем католицької літургії.
Завдання церемоніарія — відповідати за правильні підготовку й хід меси. Церемоніарій стежить за точністю виконання своїх обов'язків міністрантами, а також у разі будь-яких непередбачуваних обставин негайно виправляти їх.
Церемоніарій має особливе розташування під час літургії, а також у нього є низка особливостей, наприклад, він отримує куріння.
Наявність церемоніарія є типовою особливістю римського обряду, і досить незвичайна в східній літургії. Церемоніарій також бере участь у богослужіннях під головуванням єпископа в кафедральному соборі. Зазвичай стоїть зліва від священика для того, щоб перегортати сторінки мессалу в євхаристійної літургії.
При здійсненні свого служіння, церемоніарій носить фіолетову сутану.